# Цитоархитектоническое поле Бродмана 40

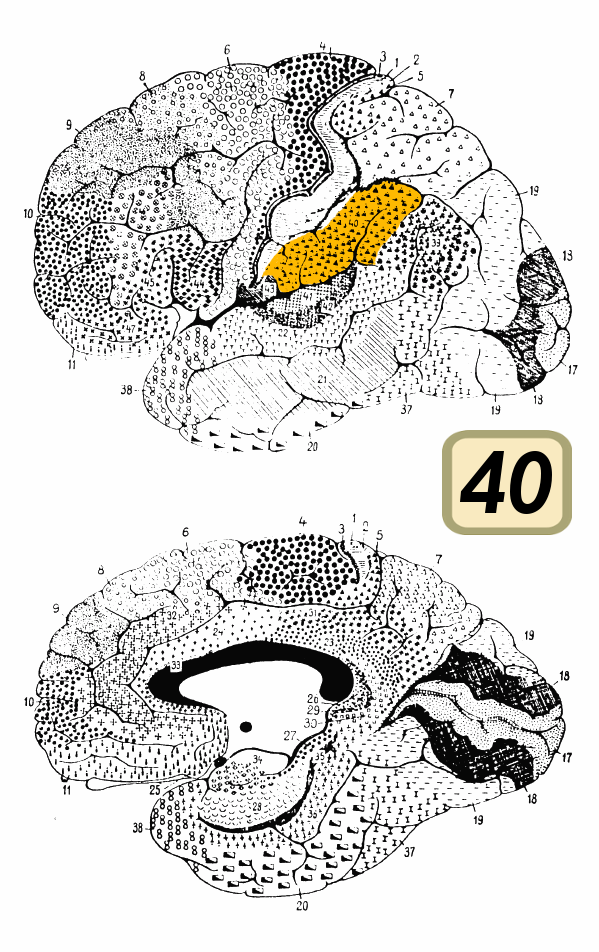
Поле Бродмана 40

Поле Бродмана 40 — отдел коры больших полушарий, который занимает надкраевую извилину и уходит вперёд вплоть до постцентральной борозды. Анатомически данный отдел ограничивается внутритеменной бороздой, нижней постцентральной бороздой, задней субцентральной бороздой и боковой бороздой. Цитоархитектонически данное поле ограничивается каудально Полем Бродмана 39, дорсально и рострально Полем Бродмана 2, вентрально Полями Бродмана 43 и 22.
Надкраевая извилина (лат. g. supramarginalis) — часть нижней теменной дольки, огибающая затылочную ветвь латеральной борозды.

## Анатомия
Надкраевая извилина, являющаяся задней частью Поля Бродмана 40, расположена в нижней теменной дольке, которая образована разделением задней части теменной доли межтеменной бороздой на верхнюю и нижнюю дольки. Надкраевая извилина располагается рострально, в неё упирается каудально расположенная угловая извилина.
Корбиниан Бродман разделил нижнюю теменную дольку на две цитоархитектонические области: часть поля 40, расположенная рострально и соответствующая надкраевой извилине и поле 39, расположенное каудально и соответствующее угловой извилине. Однако электрофизиологические исследования на макаках и функциональная нейровизуализация у людей показывают более гетерогенную организацию данной структуры. Так, в одном из исследований, была составлена новая цитоархитектоническая карта, выделяющая семь областей: пять в надкраевой извилине (часть поля Бродмана 40) и две в угловой извилине (поле Бродмана 39). Новая цитоархитектоническая карта показывает региональные различия в микроструктуре коры, что указывает на её функциональную дифференциацию.
В одном из исследований была показана связь ростральной области нижней теменной дольки с нижними лобными, моторными, премоторными и соматосенсорными областями. Поле 40 вместе с полем 43 являются частью вторичных соматосенсорных зон и связаны с медиальными (поля 32 и 12m), дорсолатеральными (поля 9 и 46d), орбитальными (поле 13) зонами префронтальной коры, а также с корой лобного полюса (поле 10). Поле 39 и 40, образуя нижнетеменную кору, являются частью мультимодальных ассоциативных зон и связаны с дорсолатеральными (поля 9 и 46) и вентральными (поля 44 и 47) зонами префронтальной коры. 
В нижнетеменных областях коры (поля 39 и 40) левого полушария наблюдается увеличение размеров коры в глубине борозд, по сравнению с правым полушарием. 

## Основные функции
Надкраевая извилина обезьян участвует в сенсомоторной интеграции и содержит «двигательные» зеркальные нейроны, обеспечивающие понимание значения действий и намерений. У людей она выполняет сходные функции, принимая участие в моторном планировании и функциях связанных с совершением действий, а также является частью системы зеркальных нейронов, которая обеспечивает моторную имитацию наблюдаемых движений и участвует в распознавании поз и жестов других людей.
Правая часть надкраевой извилины по некоторым данным играет важную роль в контроле эмпатии по отношению к другим людям, при повреждении данной структуры эмпатия сильно ограничивается.
При поражении поля 40 вместе с полем 37 может наблюдаться синдром амнестической афазии. 

#### Язык
Надкраевая извилина проявляет активность при фонологическом выборе слова. Участвует в более полной и детальной семантической обработке. Задействована в процессах вербального творчества и написания одиночных букв.

#### Память
Принимает участие в процессах слуховой и эмоциональной рабочей памяти, сознательном извлечении воспоминаний о ранее пережитых событиях, а также в извлечении неприятных переживаний.

#### Движение
Участвует в процессах контроля поведения, ответах на аверсивные раздражители, играет ключевую роль в процессах ручного схватывания объекта с визуальным контролем, задействована в процессах имитации жестов, моторном планировании и обнаружении конфликта между намерениями и сенсорной обратной связью.
Участвует в процессах интеграции тактильной и проприорецептивной информации.

#### Прочие функции
В одном из исследований была зафиксирована активность надкраевой извилины при визуальном восприятии движений. Также имеются данные об участии данной структуры в процессах дедуктивного рассуждения, социального восприятия и сочувствия. Правая часть надкраевой извилины задействована в эмоциональных процессах во время саморефлексии и принятия решений, а левая часть в выполнении творческих заданий.